# Nupserha szetschuanica
Nupserha szetschuanica là một loài bọ cánh cứng trong họ Cerambycidae.